# Meclemburgo

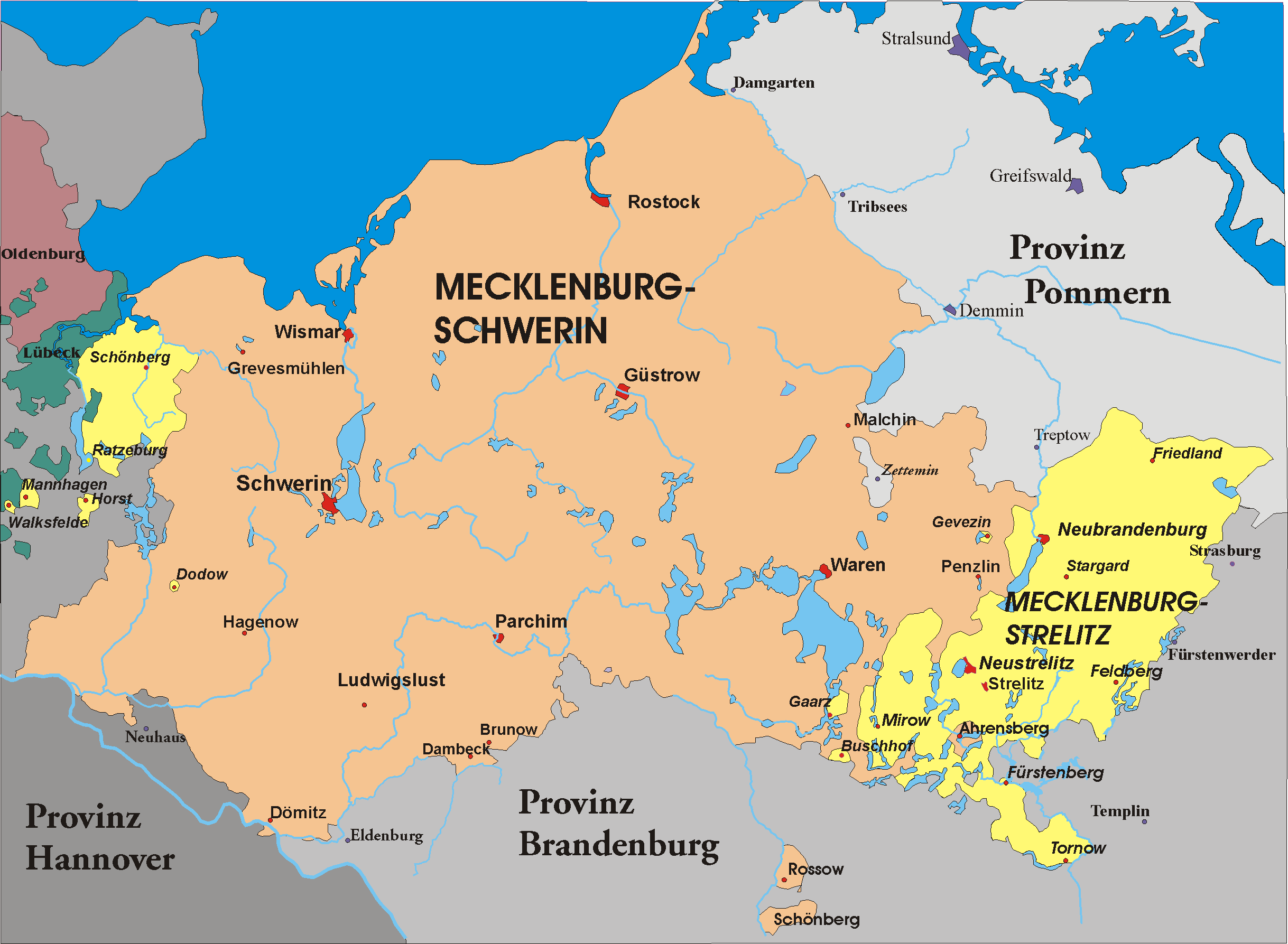
Meclemburgo, dividida entre o Grão-Ducado de Meclemburgo-Schwerin e o Grão-Ducado de Meclemburgo-Strelitz, no período 1866-1934

Meclemburgo (em alemão: Mecklenburg; em baixo-alemão: Mekelnborg) é uma região localizada no norte da Alemanha que compreende a parte ocidental do estado de Meclemburgo-Pomerânia Ocidental. As maiores cidades da região são Rostock, Schwerin, e Neubrandenburg.
O nome Meclemburgo tem sua origem no Castelo de Meclemburgo ("Grande Castelo", em alto alemão antigo), localizado entre as cidades de Schwerin e Wismar. A região abrigou a Casa de Meclemburgo, que por algum tempo dividiu-se entre o Grão-Ducado de Meclemburgo-Schwerin e Grão-Ducado de Meclemburgo-Strelitz.

## Geografia
Meclemburgo é conhecido pela uniformidade de suas terras. A maior parte compõe-se de pântanos, pequenos lagos e campos com florestas entremeadas. A paisagem se altera ao caminhar-se em direção ao mar Báltico
As terras de Meclemburgo são mais apropriadas para o pastoreio. A região é relativamente pobre quando comparada com o restante da Alemanha e possui taxas de desemprego altas.

## História

### Primórdios
Meclemburgo é o lugar de muitos dólmens pré-históricos. Acredita-se que seus primeiros habitantes eram de origem celta, mas até o ano 100 a.C., o território já estava ocupado por povos germânicos.
O símbolo tradicional de Meclemburgo, a cabeça de um novilho com boca arreganhada (stierkopf em alemão) e uma coroa em cima, surgiu nesse período. Representa de certa forma as vestimentas da época: o uso da cabeça de novilho como um tipo de chapéu. 
Entre os séculos VII e XII, a região de Meclemburgo seria tomada por povos eslavos, como os obotritas e outras tribos conhecidas por fontes antigas como vendos. No século XI, Niklot dos obotritas fundou a dinastia de duques, posteriormente grão-duques, de Meclemburgo, que duraria até 1918.
Ao final do século XII, Henrique, o Leão, duque dos saxões, conquistou a região, subjugou seus líderes locais e cristianizou seus habitantes, uma medida que prenunciou as Cruzadas do Norte. Entre os séculos XII e XIV, muitos alemães e flamengos ocuparam a área (Ostsiedlung), trazendo a lei alemã e melhores técnicas de produção agrícola. Os vendos, que sobreviveram às guerras dos séculos anteriores, foram assimilados posteriormente.
Desde o século XII, o território permaneceu estável e relativamente independente de seus vizinhos. Durante a reforma, o duque de Schwerin foi convertido ao protestantismo. Logo o ducado de Meclemburgo também seria convertido.

### História (1621-1933)
Da mesma forma que muitos territórios da Alemanha, Meclemburgo foi distribuído e redistribuído entre membros de uma dinastia. Em 1621, foi dividido em dois ducados: Meclemburgo-Schwerin e Meclemburgo-Güstrow. Com o fim da linhagem de Güstrow em 1701, as terras de Güstrow foram redivididas, com uma parte destinada ao duque de Meclemburgo-Schwerin e outra parte à nova linhagem de Meclemburgo-Strelitz. 
Em 1815, os dois ducados se tornaram grão-ducados, e permaneceram como tal até a revolução alemã de 1918. De 1918 a 1933, na República de Weimar, os ducados foram estados livres.

### História de 1934 em diante
Após três séculos de divisão, Meclemburgo foi unificado em 1934 pelo governo nazista. 

Bandeira de Meclemburgo

Após a Segunda Guerra Mundial, o governo soviético, que havia ocupado a Alemanha Oriental, incorporou Meclemburgo à região vizinha da Pomerânia Ocidental para formar o estado de Meclemburgo-Pomerânia Ocidental. Meclemburgo compreendia dois terços do território e possuía a maior parte da população. Os soviéticos modificaram o nome da região para Meclemburgo em 1947.
Em 1952, a Alemanha Oriental acabou com o estado independente de Meclemburgo, criando três distritos (Bezirke) no lugar: Rostock, Schwerin e Neubrandenburg.
Com a reunificação alemã em 1990, o estado de Meclemburgo-Pomerânia Ocidental foi recriado, tornando-se um dos dezesseis estados da Alemanha.